# ونسان ژرار
ونسان ژرار (فرانسوی: Vincent Gérard‎؛ زادهٔ ۱۶ دسامبر ۱۹۸۶) بازیکن هندبال اهل فرانسه است.